# Affaire Ralph Yarl
Le texte peut changer fréquemment, n’est peut-être pas à jour et peut manquer de recul. 
Le titre et la description de l'acte concerné reposent sur la qualification juridique retenue lors de la rédaction de l'article et peuvent évoluer en même temps que celle-ci.
L'affaire Ralph Yarl démarre le 13 avril 2023 lorsque Ralph Yarl, un adolescent afro-américain de 16 ans, s'est fait tirer dessus et a été grièvement blessé après avoir sonné à la porte de la mauvaise maison à Kansas City, dans le Missouri. Selon des membres de sa famille, Yarl tentait d'aller chercher ses frères et sœurs jumeaux et s'est retrouvé à la mauvaise adresse.
Le 17 avril 2023, Andrew Daniel Lester, un homme blanc de 84 ans, est inculpé en lien avec les faits. Il est accusé d'action criminelle armée et d'agression au premier degré, ce qui équivaut à une tentative de meurtre dans le Missouri. Le procureur du comté de Clay déclare qu'il y a une « composante raciale » dans la fusillade. S'il est reconnu coupable, Lester s'expose à une peine allant de 10 ans de prison à la prison à vie.

## Contexte
La victime est Ralph Yarl, un élève afro-américain de 16 ans du lycée Staley. Yarl est un élève doué qui s'intéresse à la musique. Il envisage d'étudier le génie chimique à l'université A&M du Texas. Ses parents avaient émigré aux États-Unis depuis le Libéria.

## Déroulement des faits
Dans la soirée du 13 avril, Yarl avait été envoyé chercher ses frères et sœurs à une adresse située dans le bloc 1100 de NE 115th Terrace. Il s'est rendu par erreur dans une maison située à moins d'un pâté de maisons sur la 115e rue NE et a sonné à la porte. Les enquêteurs affirment que le suspect a tiré deux fois sur Yarl à travers la porte vitrée de la maison. Des voisins avaient trouvé Yarl blessé dans la rue et ont appelé la police, qui a trouvé Yarl avec au moins deux blessures par balle à la tête et au bras.

## Suspect
Le suspect a été identifié comme étant Andrew Daniel Lester, 84 ans, un habitant de la localité,,.
Le 14 avril au petit matin, Lester est placé en garde à vue pour tentative d'agression. Aucune charge n'a été retenue contre lui et il a été libéré après une brève garde à vue,, avec les mentions « hors de détention » et « libération générale » le même jour.
Le 17 avril, le bureau du procureur du comté de Clay (Missouri) a déclaré ne pas avoir reçu d'information criminelle de la part de la police de Kansas City concernant la fusillade. Plus tard dans la journée, Lester a été inculpé d'agression au premier degré et d'acte criminel à main armée. Dans le Missouri, l'agression au premier degré est l'équivalent de la tentative de meurtre. Le procureur a déclaré qu'il y avait une « composante raciale » dans l'affaire.

## Suites
Un week-end de rassemblement a été organisé après la fusillade, au cours duquel des membres de la communauté et des membres de la famille ont défilé et manifesté devant le domicile du tireur présumé, tout en demandant que des poursuites officielles soient engagées. Un membre de la famille a créé un site GoFundMe pour Yarl, qui avait atteint plus de 2 millions de dollars de dons au 17 avril,.
Un procès devait commencer le 7 octobre 2024, mais en septembre, un juge a ordonné une évaluation de santé mentale pour le 8 octobre. Le 14 février 2025, Lester plaide coupable d'agression au deuxième degré. Les procureurs du comté de Clay ont annoncé le 19 février 2025 que Andrew Lester est décédé à l'âge de 86 ans.

## Réactions
Le maire de Kansas City, Quinton Lucas, a présenté ses condoléances à Yarl et à sa famille, tout comme le chef de la police de Kansas City, Stacey Graves. Peu après la fusillade, la famille de Yarl a fait appel à l'avocat Benjamin Crump, spécialiste des droits civils, qui a déclaré qu'il n'y avait « aucune excuse » à la libération du suspect et a exigé une action rapide.
De nombreuses célébrités telles que Viola Davis, Halle Berry, Justin Timberlake, Kerry Washington et Patrick Mahomes des Chiefs de Kansas City ont toutes condamné la fusillade.